# San Esteban (kommun)
San Esteban är en kommun i Honduras.   Den ligger i departementet Departamento de Olancho, i den centrala delen av landet, 200 km nordost om huvudstaden Tegucigalpa. Antalet invånare är 20 010. Arean är 1 962 kvadratkilometer.
Terrängen i San Esteban är bergig åt nordväst, men åt sydost är den kuperad.